# Clasificación de OFC para la Copa Mundial de Fútbol de 1998
Para la Copa Mundial de Fútbol de 1998 de Francia, OFC disponían 0,5 cupos de los 32 totales del mundial. Un total de 10 equipos participaron en la competición.
El torneo constaría de 3 rondas:
- Primera ronda: Australia, Nueva Zelanda, Fiyi y Tahití pasarían a la segunda ronda directamente; al ser los 4 equipos mejor clasificados de la zona, según la FIFA. Con los 6 equipos restantes se formarían 2 grupos de 3 equipos cada uno (llamados el Grupo Melanesio y el Grupo Polinesio, basados en consideraciones geográficas). Cada equipo jugaría un encuentro con los otros 2 del grupo. El primero del Grupo Melanesio pasaría a la segunda ronda y el segundo, del mismo grupo, jugaría una eliminatoria con el primero del Grupo Polinesio. El vencedor de esta eliminatoria pasaría a la segunda ronda.
- Segunda ronda: Los 6 equipos formarían 2 grupos de 3 equipos cada uno. Cada equipo jugaría un encuentro con los otros dos. Los primeros de grupo pasarían a la ronda final.
- Ronda final: Los 2 equipos jugarían una eliminatoria. El vencedor pasaría a la repesca intercontinental AFC-OFC.

## Primera ronda

### Grupo Melanesio
Los partidos se jugaron en Lae (Papúa Nueva Guinea).
| # | País               | J | G | E | P | GF | GC | GD | Pts |
| - | ------------------ | - | - | - | - | -- | -- | -- | --- |
| 1 | Papúa Nueva Guinea | 2 | 1 | 1 | 0 | 3  | 2  | 1  | 4   |
| 2 | Islas Salomón      | 2 | 0 | 2 | 0 | 2  | 2  | 0  | 2   |
| 3 | Vanuatu            | 2 | 0 | 1 | 1 | 2  | 3  | -1 | 1   |

| 16 de septiembre de 1996 | Papúa Nueva Guinea | 1–1     | Islas Salomón | Sir Ignatius Kilage Stadium, Lae, Papua Nueva Guinea |  |
|                          | Daniel 15'         | Reporte | Rukumana 71'  |                                                      |  |

| 18 de septiembre de 1996 | Islas Salomón | 1–1     | Vanuatu     | Sir Ignatius Kilage Stadium, Lae, Papua New Guinea |  |
|                          | Berry 16'     | Reporte | Naukoot 37' |                                                    |  |

| 20 de septiembre de 1996 | Papúa Nueva Guinea      | 2–1     | Vanuatu  | Sir Ignatius Kilage Stadium, Lae, Papua New Guinea |  |
|                          | Furigi 88' · Karang 89' | Reporte | Garo 27' |                                                    |  |

Papúa Nueva Guinea pasó a la segunda ronda e Islas Salomón avanzó a la eliminatoria de la primera ronda.

### Grupo Polinesio
Los partidos se jugaron en Nukualofa (Tonga).
| Rank | Team       | Pld | W | D | L | GF | GA | GD | Pts |
| ---- | ---------- | --- | - | - | - | -- | -- | -- | --- |
| 1    | Tonga      | 2   | 2 | 0 | 0 | 3  | 0  | 3  | 6   |
| 2    | Samoa      | 2   | 1 | 0 | 1 | 2  | 2  | 0  | 3   |
| 3    | Islas Cook | 2   | 0 | 0 | 2 | 1  | 4  | -3 | 0   |

| 11 de noviembre de 1996 | Tonga          | 2–0     | Islas Cook | Teufaiva Sport Stadium, Nukuʻalofa, Tonga |  |
|                         | Moleni 20' 67' | Reporte |            |                                           |  |

| 13 de noviembre de 1996 | Samoa                      | 2–1     | Islas Cook  | Teufaiva Sport Stadium, Nukuʻalofa, Tonga |  |
|                         | Tapunuu 10' · Palusami 20' | Reporte | Stenter 68' |                                           |  |

| 15 de noviembre de 1996 | Tonga    | 1–0     | Samoa | Teufaiva Sport Stadium, Nukuʻalofa, Tonga |  |
|                         | Vane 29' | Reporte |       |                                           |  |

Tonga avanzó a la eliminatoria de la primera ronda.

### Eliminatoria de la primera ronda
| 15 de febrero de 1997 | Tonga | 0–4     | Islas Salomón                                | Teufaiva Sport Stadium, Nukuʻalofa, Tonga |  |
|                       |       | Reporte | Kiriau 34' · Seni 73' · Berry 85' · Peli 87' |                                           |  |

| 1 de marzo de 1997 | Islas Salomón                                                              | 9–0 (Global 13-0) | Tonga | Lawson Tama Stadium, Honiara, Islas Salomón |  |
|                    | Berry 3' 41' 57' · Rukumana 12' · Wabo 37' · Seni 61' 63' 74' · Kiriau 66' | Reporte           |       |                                             |  |

Islas Salomón pasó a la segunda ronda, con un marcador global de 13:0.

## Segunda ronda

### Grupo 1
Los partidos se jugaron en Sídney (Australia).
| Rank | Team          | Pld | W | D | L | GF | GA | GD  | Pts |
| ---- | ------------- | --- | - | - | - | -- | -- | --- | --- |
| 1    | Australia     | 4   | 4 | 0 | 0 | 26 | 2  | 24  | 12  |
| 2    | Islas Salomón | 4   | 1 | 1 | 2 | 7  | 21 | -14 | 4   |
| 3    | Tahití        | 4   | 0 | 1 | 3 | 2  | 12 | -10 | 1   |

| 11 de junio de 1997 | Australia                                                                                          | 13–0    | Islas Salomón | Sydney Football Stadium, Sídney, Australia          |                                                     |
|                     | Mori 2' 15' 36' 65' 80' · Aloisi 33' 53' 81' 86' 87' · Foster 68' · Tapai 78' · Bosnich 88' (pen.) | Reporte | S.Daudau 52'  | Asistencia: 3,127 espectadores Árbitro(s): Grimshaw | Asistencia: 3,127 espectadores Árbitro(s): Grimshaw |

| 13 de junio de 1997 | Australia                                                | 5–0     | Tahití | Sydney Football Stadium, Sídney, Australia          |                                                     |
|                     | Vidmar 14' · Trimboli 37' 42' · Arnold 47' · Bingley 66' | Reporte |        | Asistencia: 2,869 espectadores Árbitro(s): Precious | Asistencia: 2,869 espectadores Árbitro(s): Precious |

| 15 de junio de 1997 | Islas Salomón                        | 4–1     | Tahití       | Sydney Football Stadium, Sídney, Australia   |                                              |
|                     | Seni 37' · Berry 39' 80' · Toata 89' | Reporte | Ludivion 82' | Asistencia: 253 espectadores Árbitro(s): Fox | Asistencia: 253 espectadores Árbitro(s): Fox |

| 17 de junio de 1997 | Islas Salomón                                     | 2–6     | Australia                                                                        | Sydney Football Stadium, Sídney, Australia          |                                                     |
|                     | Rukumana 44' · Peli 59' · Suri 65' · Rukumana 73' | Reporte | Slater 15' · Arnold 17' · Kaierea 38' (a.g.) · Tapai 47' 51' · Vidmar 75' (pen.) | Asistencia: 2,122 espectadores Árbitro(s): Precious | Asistencia: 2,122 espectadores Árbitro(s): Precious |

| 19 de junio de 1997 | Tahití | 0–2     | Australia               | Sydney Football Stadium, Sídney, Australia          |                                                     |
|                     |        | Reporte | Zelic 8' · Trimboli 86' | Asistencia: 2,918 espectadores Árbitro(s): Grimshaw | Asistencia: 2,918 espectadores Árbitro(s): Grimshaw |

| 21 de junio de 1997 | Tahití       | 1–1     | Islas Salomón            | Sydney Football Stadium, Sídney, Australia |                      |
|                     | Rousseau 38' | Reporte | Kwaomae 43' · A.Peli 50' | Árbitro(s): Grimshaw                       | Árbitro(s): Grimshaw |

Australia pasó a la ronda final.

### Grupo 2
| Rank | Team               | Pld | W | D | L | GF | GA | GD | Pts |
| ---- | ------------------ | --- | - | - | - | -- | -- | -- | --- |
| 1    | Nueva Zelanda      | 4   | 3 | 0 | 1 | 13 | 1  | 12 | 9   |
| 2    | Fiyi               | 4   | 2 | 0 | 2 | 4  | 7  | -3 | 6   |
| 3    | Papúa Nueva Guinea | 4   | 1 | 0 | 3 | 2  | 11 | -9 | 3   |

| 31 de mayo de 1997 | Papúa Nueva Guinea | 1–0     | Nueva Zelanda | PNG Football Stadium, Port Moresby, Papua Nueva Guinea |                                                   |
|                    | Niakuam 80'        | Reporte |               | Asistencia: 3,000 espectadores Árbitro(s): Yaakub      | Asistencia: 3,000 espectadores Árbitro(s): Yaakub |

| 7 de junio de 1997 | Fiyi | 0–1     | Nueva Zelanda      | Govind Park, Ba, Fiyi                               |                                                     |
|                    |      | Reporte | Jackson 80' (pen.) | Asistencia: 5,500 espectadores Árbitro(s): Brazzale | Asistencia: 5,500 espectadores Árbitro(s): Brazzale |

| 11 de junio de 1997 | Nueva Zelanda                                                    | 7–0     | Papúa Nueva Guinea | Mount Smart Stadium, Auckland, Nueva Zelanda |                    |
|                     | Coveny 10', 13', 67' · Rufer 22' 31' · Elliott 40' · Stevens 80' | Reporte |                    | Árbitro(s): Lennie                           | Árbitro(s): Lennie |

| 15 de junio de 1997 | Fiyi                                  | 3–1     | Papúa Nueva Guinea | Nacional, Suva, Fiyi |                    |
|                     | Pita 22' · Masinisau 26' · Duguga 89' | Reporte | Waiwai 68'         | Árbitro(s): Lennie   | Árbitro(s): Lennie |

| 18 de junio de 1997 | Nueva Zelanda                                              | 5–0     | Fiyi     | Mount Smart Stadium, Auckland, Nueva Zelanda        |                                                     |
|                     | Rufer 17' 77' · Coveny 63' · Viljoen 80' · van Steeden 85' | Reporte | Lomu 51' | Asistencia: 12,033 espectadores Árbitro(s): Raveino | Asistencia: 12,033 espectadores Árbitro(s): Raveino |

| 21 de junio de 1997 | Papúa Nueva Guinea | 0–1     | Fiyi    | PNG Football Stadium, Port Moresby, Papua Nueva Guinea |                       |
|                     |                    | Reporte | Driu 1' | Árbitro(s): Anprasert                                  | Árbitro(s): Anprasert |

Nueva Zelanda avanzó a la ronda final.

## Ronda final
| Equipo 1      | Agr. | Equipo 2  | Ida | Vuelta |
| ------------- | ---- | --------- | --- | ------ |
| Nueva Zelanda | 0-5  | Australia | 0-3 | 0-2    |

| 28 de junio de 1997 | Nueva Zelanda | 0–3     | Australia                            | Mount Smart Stadium, Auckland, Nueva Zelanda      |                                                   |
|                     | Jackson 67'   | Reporte | Aloisi 18' · Vidmar 42' · Foster 67' | Asistencia: 23,000 espectadores Árbitro(s): Okada | Asistencia: 23,000 espectadores Árbitro(s): Okada |

| 6 de julio de 1997 | Australia             | 2–0 (Global 5-0) | Nueva Zelanda | Sydney Football Stadium, Sídney, Australia            |                                                       |
|                    | Zelić 6' · Arnold 54' | Reporte          |               | Asistencia: 14,045 espectadores Árbitro(s): Al Sharif | Asistencia: 14,045 espectadores Árbitro(s): Al Sharif |

Australia pasó a la repesca intercontinental AFC-OFC, con un marcador global de 5–0.

## Repesca intercontinental
| 22 de noviembre de 1997 | Iran               | 1:1     | Australia        | Estadio Azadi, Teherán, Iran   |                                |
|                         | Khodadad Azizi 39' | Reporte | Harry Kewell 19' | Árbitro(s): Pierluigi Pairetto | Árbitro(s): Pierluigi Pairetto |

| 29 de noviembre de 1997 | Australia                             | 2:2 (2:0)v. | Iran                                    | ANZ Stadium, Sidney     |                         |
|                         | Harry Kewell 32' · Aurelio Vidmar 48' | Reporte     | Karim Bagheri 75' · Khodadad Azizi, 79' | Árbitro(s): Sándor Puhl | Árbitro(s): Sándor Puhl |